# Pseudoxandra pilosa
Pseudoxandra pilosa är en kirimojaväxtart som beskrevs av Paulus Johannes Maria Maas. Pseudoxandra pilosa ingår i släktet Pseudoxandra och familjen kirimojaväxter. Inga underarter finns listade i Catalogue of Life.